# Ciurila
Ciurila est une commune de Transylvanie, en Roumanie, dans le județ de Cluj. Elle est composée des villages Ciurila, Șutu, Filea de Jos, Filea de Sus, Pădureni, Pruniș, Sălicea et Săliște.